# Sculthorpe (Norfolk)
Sculthorpe est un village et une paroisse civile du Norfolk, en Angleterre.